# Шарівська волость (Старобільський повіт)
Шарівська волость — історична адміністративно-територіальна одиниця Старобільського повіту Харківської губернії із центром у слободі Шарівка.
Станом на 1885 рік складалася з 2 поселень, 2 сільських громад. Населення — 1847 осіб (908 чоловічої статі та 939 — жіночої), 242 дворових господарства.
|                     | Площа, десятин | У тому числі орної, дес. |
| ------------------- | -------------- | ------------------------ |
| Сільських громад    | 2786           | 2500                     |
| Приватної власності | 3125           | 2983                     |
| Іншої власності     | 52             | 49                       |
| Загалом             | 5963           | 5532                     |

Основне поселення волості станом на 1885:
- Шарівка — колишня власницька слобода при річці Айдар за 63 версти від повітового міста, 1267 осіб, 178 дворових господарств, православна церква, школа, лавка.
- Лозний — колишній власницький хутір при річці Лозна, 508 осіб, 64 дворових господарства.

Наприкінці XIX сторіччя волость ліквідовано, територія увійшла до складу Танюшівської волості.